# Terrorismo en Chile

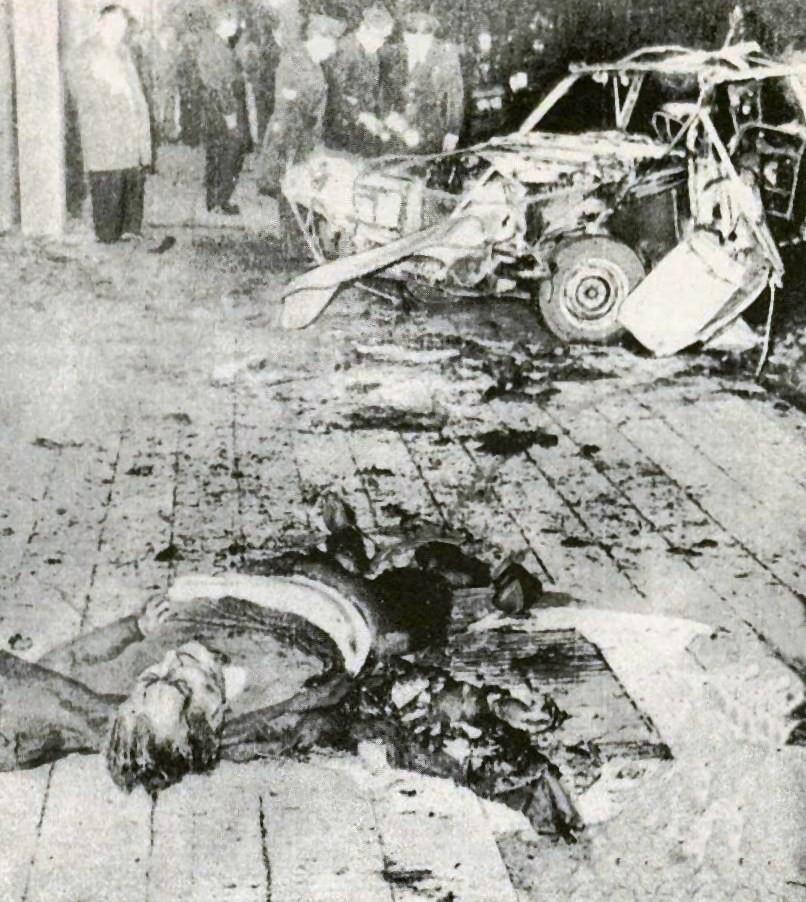
El asesinato del general de Ejército y ministro de Estado Carlos Prats a manos de la DINA en Buenos Aires, fue un acto de terrorismo político patrocinado por el Estado.

El terrorismo en Chile ha ocurrido desde la década de 1960 que continuó por muchos años. Varios atentados tuvieron como objetivo lugares públicos. El terrorismo que ha tenido más presencia fue el terrorismo patrocinado por el Estado, principalmente durante dictadura cívico-militar encabezada por Augusto Pinochet.

## Terrorismo por contexto

### Terrorismo por organizaciones guerrilleras y/o paramilitares
Diferentes actos considerados de carácter terrorista han sido perpetrados en Chile por agrupaciones guerrilleras y/o paramilitares. En 1969, se produjo el primer secuestro de un avión por «piratas aéreos» durante el vuelo 87 de LAN Chile. Otros atentados fueron ejecutados por organizaciones armadas de extrema izquierda como el Movimiento de Izquierda Revolucionaria (MIR), el Frente Patriótico Manuel Rodríguez (FPMR) y el Movimiento Juvenil Lautaro (MJL); así como también por organizaciones paramilitares de extrema derecha durante el gobierno de la Unidad Popular a comienzos de los años 70, como el Frente Nacionalista Patria y Libertad (FNPL) y el Comando Rolando Matus (CRM).

### Atentados de Santiago
Al final del régimen militar en 1986, una bomba explotó en la estación Tobalaba en Santiago de Chile, matando a una persona e hiriendo a otras siete.
Más de 200 atentados bomba ocurrieron entre 2005 y 2014, más de ochenta grupos se atribuyeron la responsabilidad, sin embargo, las autoridades no estaban seguras si fueron varios grupos, células disidentes relacionadas o un solo grupo el que cambió de nombre. Los nombres se cambiaron a obie.
El 8 de septiembre de 2014, ocurrió un atentado con bomba en la estación de metro Escuela Militar en Santiago. Catorce personas resultaron heridas, varias de gravedad. Ningún grupo se ha atribuido la responsabilidad, sin embargo, los ataques se han atribuido a un grupo anarquista chileno, la Conspiración de las Células de Fuego.
El 2 de mayo de 2018, miembros de Carabineros de Chile y la Fiscalía sur investigaron un artefacto explosivo improvisado abandonado en el área metropolitana de Santiago. El artefacto no explotó y fue destruido por miembros de la unidad antiexplosiva. El grupo 'Individualistas Tendiendo a los Salvaje' se responsabilizó por esta y otras bombas que no detonaron.

### Terrorismo patrocinado por el Estado
Entre el 11 de septiembre de 1973 y el 11 de marzo de 1990, Chile estuvo gobernado por la dictadura cívico-militar encabezado por Augusto Pinochet. Durante su gobierno, la represión política fue cometida contra grupos armados de extrema izquierda por las fuerzas armadas chilenas, la policía, agentes del gobierno y civiles al servicio de las agencias de seguridad.

### Violencia en el marco del Conflicto Mapuche
Se ha debatido si algunos atentados vinculados al conflicto mapuche en el sur de Chile constituyen terrorismo o no. Estos ataques, típicamente incendiarios, se concentran en la Región de La Araucanía, pero también han ocurrido en las vecinas Región del Bíobío y Los Ríos. El conflicto surge, entre otras cuestiones, por los derechos territoriales y el choque resultante entre los pueblos indígenas y los proyectos de desarrollo privados.

## Respuestas y esfuerzos contra el terrorismo

### Leyes antiterroristas durante la Dictadura Militar
Durante la dictadura de cívico-militar en Chile, se promulgó una «Ley Antiterrorista» que permite mantener a los sospechosos en aislamiento sin cargos. La ley también permite el uso de escuchas telefónicas y testigos secretos en las investigaciones. El gobierno utiliza actualmente esta ley antiterrorista en respuesta a los ataques con bombas.

### Crítica
Human Rights Watch (HRW) ha criticado al gobierno chileno por utilizar de manera inapropiada la legislación antiterrorista contra los grupos indígenas (mapuche) involucrados en conflictos territoriales. Aunque reconoce que ciertamente se han cometido crímenes, HRW cree que no son comparables a los actos terroristas.